# 宋恪
宋恪（1894年—1951年），字宾三，男，甘肃甘谷人，中华民国教育家，曾任甘肃学院教授。
1949年10月初，时任甘肃省教育厅厅长的宋恪与其他甘肃省政府官员一同在酒泉投诚。